# Жан Маролт
Жан Маролт (Сарајево, 25. септембар 1964 — Сарајево, 11. јул 2009) био је босанскохерцеговачки глумац. Глумио је у позоришту, филмовима, телевизијским серијама.

## Биографија
Рођен је 25. септембра 1964. године у Сарајеву. Глумио је у позоришту, филмовима, телевизијским серијама.
Завршио је Другу гимназију у Сарајеву. У младости се бавио спортом. Као млађи јуниор био први у Босни и Херцеговини и трећи у Југославији у дисциплини бацање кладива. Након што је у трећем разреду гимназије повриједио леђа, његови снови о каријери спортисте били су завршени.
Кратко време студирао је на Електротехничком факултету. Жеља да му животни позив буде глума јавила му се по завршетку средње школе и ипак превагнула. Напустио је електротехнику и 1985. године уписао је Академију сценских умјетности у Сарајеву. Дипломирао је 1989. године.
Био је стални члан Камерног театра 55 од 1992. године.
Умро је у Сарајеву 11. јула 2009. године након дуге и тешке болести. Сахрањен је на градском гробљу Баре у Сарајеву.

## Каријера
Прву ТВ улогу остварио је у филму „Инат“ редитеља Фарука Соколовића 1988. године.
Остварио је бројне позоришне улоге у Камерном театру 55 али и сценама Народног позоришта и Сарајевског ратног театра.
Међу најпознатијим позоришним улогама издвајају се „Буба у уху“, „Умри мушки“, „Кидај од своје жене“ и „Ујак Вања“ .
За живота остварио је преко тридесет позоришних и филмских улога.
За улогу у филму „Елвис“ , 1997. године добио је награду за најбољу главну улогу. У Анжеру био је проглашен за најбољег младог глумца Европе. Значајне улоге остварио је у серији „Виза за будућност“ и филму „Добро уштимовани мртваци“.
Играо је и у страним филмовима као што су „Лов у Босни“ и „Нема проблема“ италијанског редитеља Ђанкарла Бочија (Giancarla Bocchija). Посљедњу улогу одиграо је у босанскохерцеговачком филму „Остављени“ (2010).
Прославио се улогама у серијама „Виза за будућност“ и „Луд, збуњен, нормалан“.

## Породица
Био је ожењен колегиницом, глумицом Татјаном Шојић.

## Награда Жан Маролт
На филмском Фестивалу у Сарајеву који ће се одржати од 25. маја до 3. јуна 2016. године, по први пут биће додељене награде „Жан Маролт“.

## Филмографија
Филмови
- „Стратегија швраке“ (1987.)
- „Ванбрачна путовања“ (1988.)
- „Инат“ (1988.)
- „Елвис“ (1997.)
- „Тунел“ (2000.)
- „Млијечни пут“ (2000.)
- „Нема проблема“ (2004.)
- „Добро уштимани мртваци“ (2005.)
- „Лов у Босни“ (2007.)
- „Остављени“ (2010.)

Серије
- „Сарајевске приче“ (1991.)
- „Виза за будућност“ (2003. - 2006.)
- „Тата и зетови“ (2006. - 2007.)
- „Наша мала клиника“ (2006. - 2008.)
- „Луд, збуњен, нормалан“ (2008. - 2009.)

Позориште
- „Буба у уху“
- „Умри мушки“
- „Кидај од своје жене“
- „Ујка Вања“